# Sidney Coleman
Sidney Richard Coleman (7. března 1937 – 18. listopadu 2007) byl americký teoretický fyzik, který studoval pod vedením Murraye Gell-Manna. Je známý díky svému výzkumu fyziky vysokých energií.

## Život a dílo
Sidney Coleman se narodil a vyrostl v Chicagu. V roce 1957 získal bakalářský titul na Illinois Institute of Technology.
Poté odešel na Kalifornský technologický institut, kde v roce 1962 obdržel doktorský titul. Po získání doktorátu začal pracovat na Harvardově univerzitě, kde strávil celý zbytek kariéry. V 70. letech se tam setkal se svou budoucí manželkou Dianou, vzali se v roce 1982.
"Byl to gigant ve zvláštním smyslu, protože nebyl známý na veřejnosti," řekl laureát Nobelovy ceny Sheldon Glashow pro Boston Globe. "Není Stephen Hawking, zvenku není prakticky viditelný. Ale ve společenství teoretických fyziků je velký bůh. Je fyzikem fyziků."
V roce 1966 Antonino Zichichi přijal Colemana jako asistenta na tehdejší novou letní školu v rámci Mezinárodní školy pro subjadernou fyziku ve městě Erice na Sicílii. Coleman zde v průběhu 70. a 80. let zaznamenal velký úspěch a v roce 1979 u příležitosti patnáctého výročí založení školy mu byl udělen titul "nejlepšího přednášejícího". Jeho vysvětlení spontánního narušení symetrie z hlediska malého muže žijícího uvnitř ferromagnet bylo často citováno pozdějšími popularizátory fyziky. Klasický text částicové fyziky Aspekty Symetrie z roku 1985 je kolekcí Colemanovy přednášky v Erici. 
Colemanovy přednášky na Harvardu byly rovněž úspěšné. Studenti jednoho kurzu kvantové teorie pole vytvořili trička s jeho obrazem a jeho proslulými citáty, mezi nimiž byl například výrok: "Nejen Bůh ví, já vím, a na konci semestru budete vědět také." I přes toto uznání neměl příliš velký úspěch ve výuce doktorských studentů:
Nesnáším [výuku]. Dělám to jako součást práce. No, je to samozřejmě nepravdivé, nebo možná větší pravda než nepravda, když řeknu, že to nesnáším. ... Ale určitě bych byl stejně šťastný, kdybych neměl žádné doktorské studenty. ... Občas se najde student s nímž je radost spolupracovat. Hugh David Politzer a Erick Weinberg byli tohoto druhu, ale oni byli v podstatě téměř zralí fyzikové. Byli velmi chytří, když přišli ke mně. Obecně platí, že práce s doktorským studentem je jako učit kurz. Je to únavná a nepříjemná práce. Bolest v krku. Můžete to udělat, protože za to máte zaplaceno. Kdybych nedostal zaplaceno, určitě bych to nikdy nedělal.
V roce 1989 získal Coleman ocenění Národní akademie věd.
V roce 2005 na Colemanovu počest uspořádala katedra fyziky Harvardovy university "SidneyFest" - konferenci o kvantové teorii pole a kvantové chromodynamice.
Kromě akademické práce byl Coleman znám i nadšením pro science-fiction. Byl jedním ze zakladatelů nakladatelství Advent: Publishers  a působil jako recenzent sci-fi knihy pro The Magazine of Fantasy and Science Fiction.

## Příspěvky k fyzice
Některé z jeho nejznámějších prací jsou
- Colemanův–Mandulův teorém
- Colemanův teorém[9]
- Ekvivalence Thirringova modelu a kvantové Sineovy–Gordonovy rovnice[10]
- Semiklasická analýza osudu falešného vakua
- Colemanův–Weinbergův potenciál
- Přednášky v Erici, z nichž některé jsou zachovány v knize Aspekty Symetrie[4]